# Springwells (Detroit)
Springwells es un vecindario en el suroeste de Detroit (Estados Unidos), cerca del Ford River Rouge Complex.

## Etimología
El nombre se debe al pueblo original fundado en 1783, que fue absorbido por Detroit en 1885. El padre Gabriel Richard fundó la Escuela Springwells en 1820. Otro Springwells comenzó en Springwells Township antes de ser absorbido también en 1925. Debe su nombre a la abundancia de manantiales y pozos. A veces, el vecindario también se llama vecindario de Springwells con respecto a la planificación de la ciudad.

## Límites
El vecindario de Springwells generalmente se define como el área que comienza en la Autopista Dix al norte, la calle Waterman al oriente, la calle Fort al sur y la calle Woodmere al occidente.

## Puntos de referencia
En 2002, los Distritos Históricos de West Vernor-Springwells y West Vernor-Lawndale en el vecindario fueron reconocidos por el Registro Nacional de Lugares Históricos Springwells incluye Odd Fellows Hall, un edificio histórico de 1301 m² construido en 1917. Recientemente restaurado con fondos de la iniciativa Cool Cities de la gobernadora Jennifer Granholm, se espera que el Salón "sirva como un ancla para el vecindario y un imán para un mayor desarrollo económico y creación de empleo".

## Educación

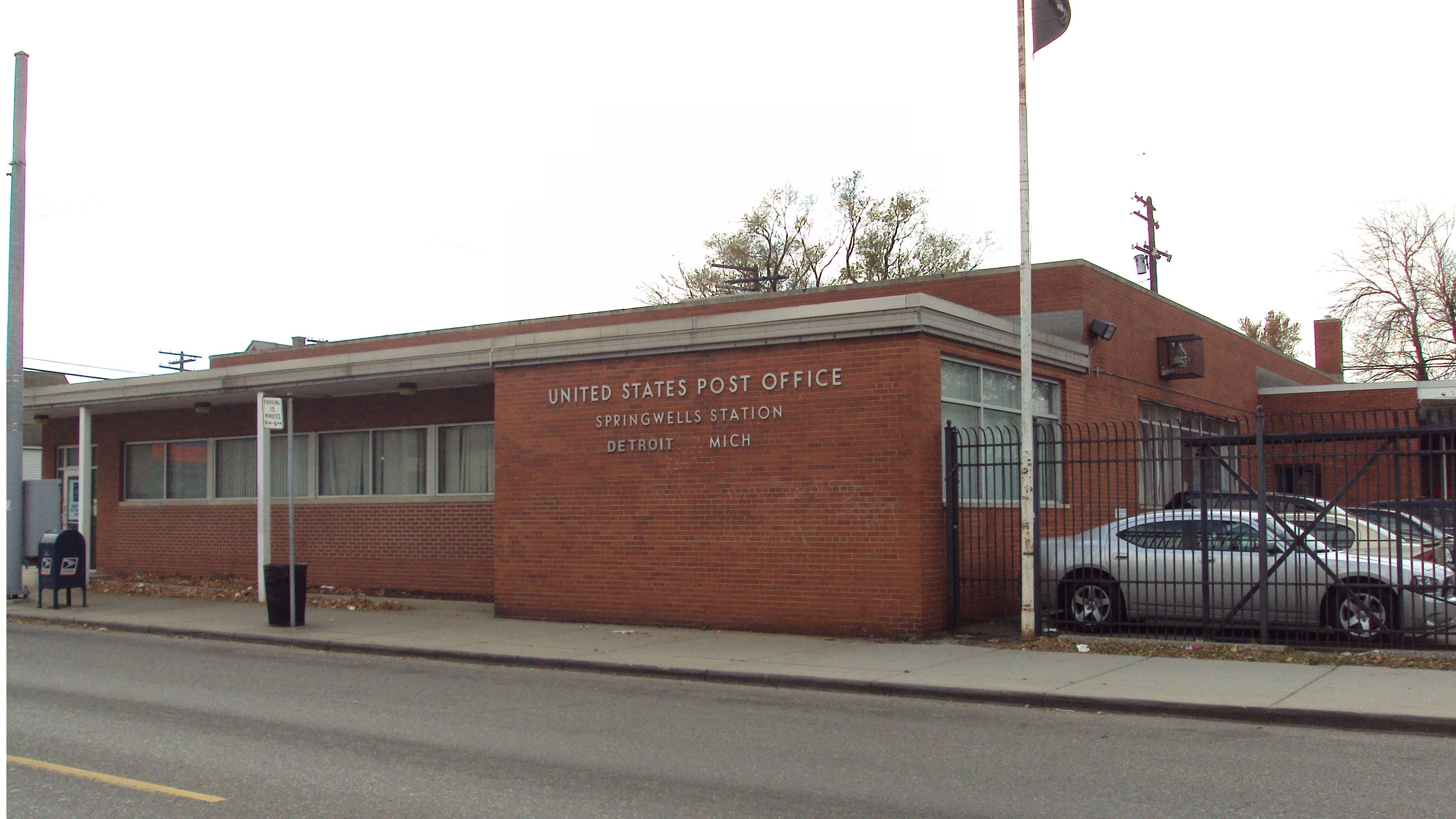
Oficina de correos

Las Escuelas Públicas de Detroit operan la Escuela Secundaria Western International. Esta recibió a los estudiantes de la Escuela Southwestern cuanto esta cerró en 2012,
Otros distritos escolares operan a una corta distancia a pie de Springwells y Vernor, como la escuela primaria, intermedia y secundaria del Distrito Escolar de la Academia Cesar Chavez de The Leona Group, así como la Academia WAY, una escuela secundaria autónoma en Odd Fellow's Hall en la esquina de Vernor y Lawndale. Vistas Nuevas Head Start de Matrix Human Services opera varias escuelas en el área, incluido el centro St. Stephens en Lawndale en Chamberlain y el Centro Manuel Reyes en Vernor en Ferris.
La Biblioteca Campbell Branch de la Biblioteca Pública de Detroit está ubicada en 8733 West Vernor. En septiembre de 1907, se abrió en West End Avenue la sucursal Delray. Desde enero de 1922 hasta diciembre de 1996 operó en la calle West Fort la sucursal James Valentine Campbell Branch.